# Chancelaria (Torres Novas)
Chancelaria es una freguesia portuguesa del concelho de Torres Novas, con 35,31 km² de superficie y 1.861 habitantes (2001). Su densidad de población es de 52,7 hab/km².